# 銀箭資訊
銀箭資訊股份有限公司 (英語：PhotoFast Co. Ltd.)，簡稱銀箭資訊，是一間總部位於臺灣臺北市的消費性電子產品公司，也是全球第一家發明推出蘋果系統專用外部隨身碟的公司，由董事長王龍文 (Warren Wang) 於2003年創立。
旗下產品於世界各地銷售，主要包含蘋果系統外接儲存裝置、讀卡裝置、及曾於2004至2024年推出自有品牌讀卡機、記憶卡、固態硬碟、硬碟外接盒、記憶卡轉接卡等。 

## 歷史
- 1980年，銀箭沖印創立，為台灣知名大型連鎖相片沖印公司，同時也是王龍文父親創立的公司  [2]
- 2003年，「PhotoFast 銀箭資訊」由王龍文創立，在消費電子產業起步。 [2]
- 2004年，PhotoFast 投入數位記憶相關產品的開發與生產，包括相機記憶卡、固態硬碟、讀卡機、隨身碟等。 [2]  [3]
- 2011年 ，PhotoFast 推出全球首支 iPhone 隨身碟「i-FlashDrive」，也是全球首家獲蘋果MFi認證的 iPhone 隨身碟廠商。[1][2]  [3]
- 2014年，PhotoFast 在行動儲存裝置產品線的全球營收達二十億元，穩定轉型。   [3]
- 2015年，PhotoFast 成為iPhone隨身碟市占率超過八成的第一品牌。   [3]
- 2015年，PhotoFast 推出「MemoryCable」，為全球首支具隨身碟與充電線兩種功能的線型蘋果隨身碟[4]。以及「MAX」，為全球體積最小的高速傳輸蘋果隨身碟[5]。
- 2016年，PhotoFast 推出「iOS Card Reader CR-8800」，為全球體積最小的蘋果專用microSD讀卡機[6]。另外也與三麗鷗公司聯名發表 Hello Kitty 特別版 CR-8800 microSD 讀卡機 [7]。
- 2016年底，PhotoFast 推出「iType-C」- 為全球首支結合 USB-C 的四合一介面蘋果隨身碟[8][9]。「4K iReader」- 為全球首支 Lightning 搭配 USB 接頭的蘋果 microSD 讀卡機[10]。以及「CR-8710」- 為全球首創可雙向存取的蘋果SD讀卡機[11][12]。
- 2017，PhotoFast 利用iPhone 隨身碟的技術 推出備份方塊 ，可以邊充電備份照片，解決沒有購買iCloud消費者，照片備份的問題。
- 2024年，PhtoFast推出PhotoCube PD Plus 備份方塊二代，並於嘖嘖平台獲得突破2,500萬募資額[13]。

## 創辦人
王龍文 (Warren Wang)，銀箭資訊 (PhotoFast) 創辦人兼董事長，出生於西元1976年(民國65年)，畢業於紐西蘭奧克蘭大學。
身為銀箭沖印董事長王懷寧先生的長子，王龍文在傳統底片沖印市場面臨數位化科技衝擊時，於 2003 年成立銀箭資訊，帶領公司轉型進入消費電子產業，開啟一系列PhotoFast自有品牌的記憶相關產品研發與生產 。
據商周報導，在2010年蘋果推出搭載固態硬碟的Macbook Air筆電時，PhotoFast因為在市場推出針對Macbook Air擴充用的固態硬碟，與蘋果公司銷售及定價策略衝突，雙方於是展開協商，最終以蘋果授權官方認證給PhotoFast研發的iPhone隨身碟達成共識。2011年，PhotoFast 推出 i-FlashDrive，是全球第一家推出iPhone隨身碟的公司。
2014年，經過十年多的品牌經營、產品研發及全球銷售佈局，PhotoFast 產品在全球70餘國銷售。。

## 國際參展與獎項
- 2013年，PhotoFast i-FlashDrive 獲得 DISTREE EMEA - 60 Seconds to Convince 之 Best Innovation 最佳創新獎[17]。
- 2014年，PhotoFast i-FlashDrive 獲得 Computex BC Award Golden Award最佳商品獎金獎[18][19][20]。
- 2015年，PhotoFast MemoryCable 於 Computex[21]和 IFA[22]亮相，並獲得 Distree APAC 2015 的 DISTREE Diamond Award[23]。同年 PhotoFast Artemis 6 獲得 Airline Retail Conference (ARC) Asia-Pacific – AR.Awards 亞太地區最佳創新獎 Best New Inflight Product[24]。
- 2016年，PhotoFast MemoriesCable GEN3、CR-8800 和 iType-C 等新品相繼於 CES[25] Computex[26] 及 IFA [27]亮相。iType-C 並獲得台灣 2016 科技趨勢金獎[28]。新品 iType-C、4K iReader、和 CR-8710 則於 2016 年底在台灣[29][30][31]、日本[32][33]和新加坡[34][35]舉行的記者發表會中同步亮相。
- 2017年，PhotoFast 於 CES 發表 iType-C、4K iReader、和 CR–8710 三項新產品[12]。

## 外部連結
- （页面存档备份，存于） PhotoFast 銀箭資訊台灣